# 图朗凯
图朗凯（法語：Tourrenquets，法語發音：[tuʁɛ̃kɛ]）是法国热尔省的一个市镇，属于欧什区。该市镇总面积7.12平方公里，2009年时的人口为120人。

## 人口
图朗凯人口变化图示